# Moschee von Larabanga

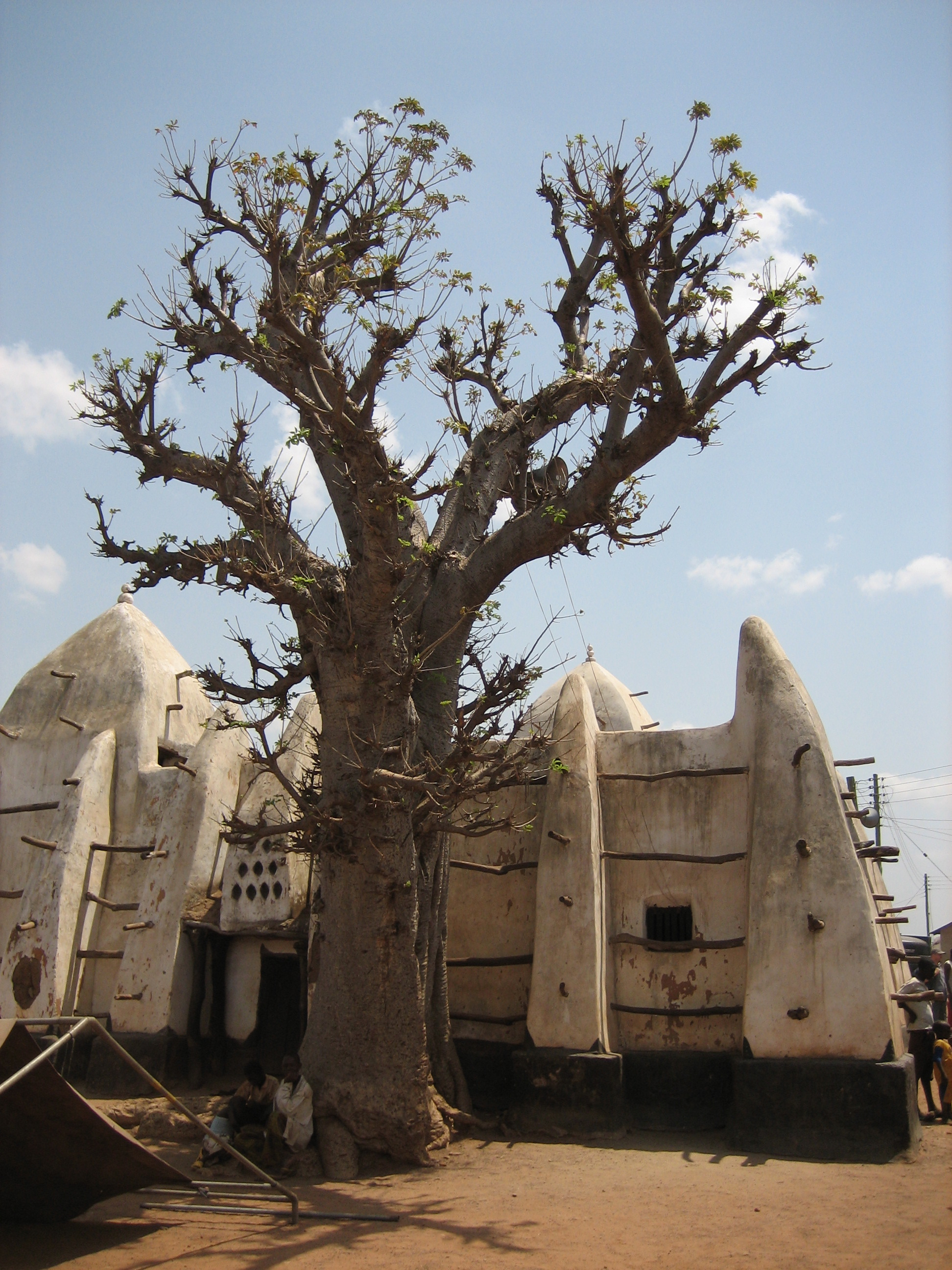
Moschee von Larabanga, mit Baobab

Die Moschee von Larabanga im Dorf Larabanga in Ghanas Nordregion ist die älteste bestehende Moschee des Landes und eines der ältesten islamischen Gotteshäuser in Westafrika. Der Bau befindet sich sechs Kilometer südlich des Eingangs zum Mole-Nationalpark und geht nach örtlicher Überlieferung auf das beginnende 15. Jahrhundert zurück.

## Beschreibung

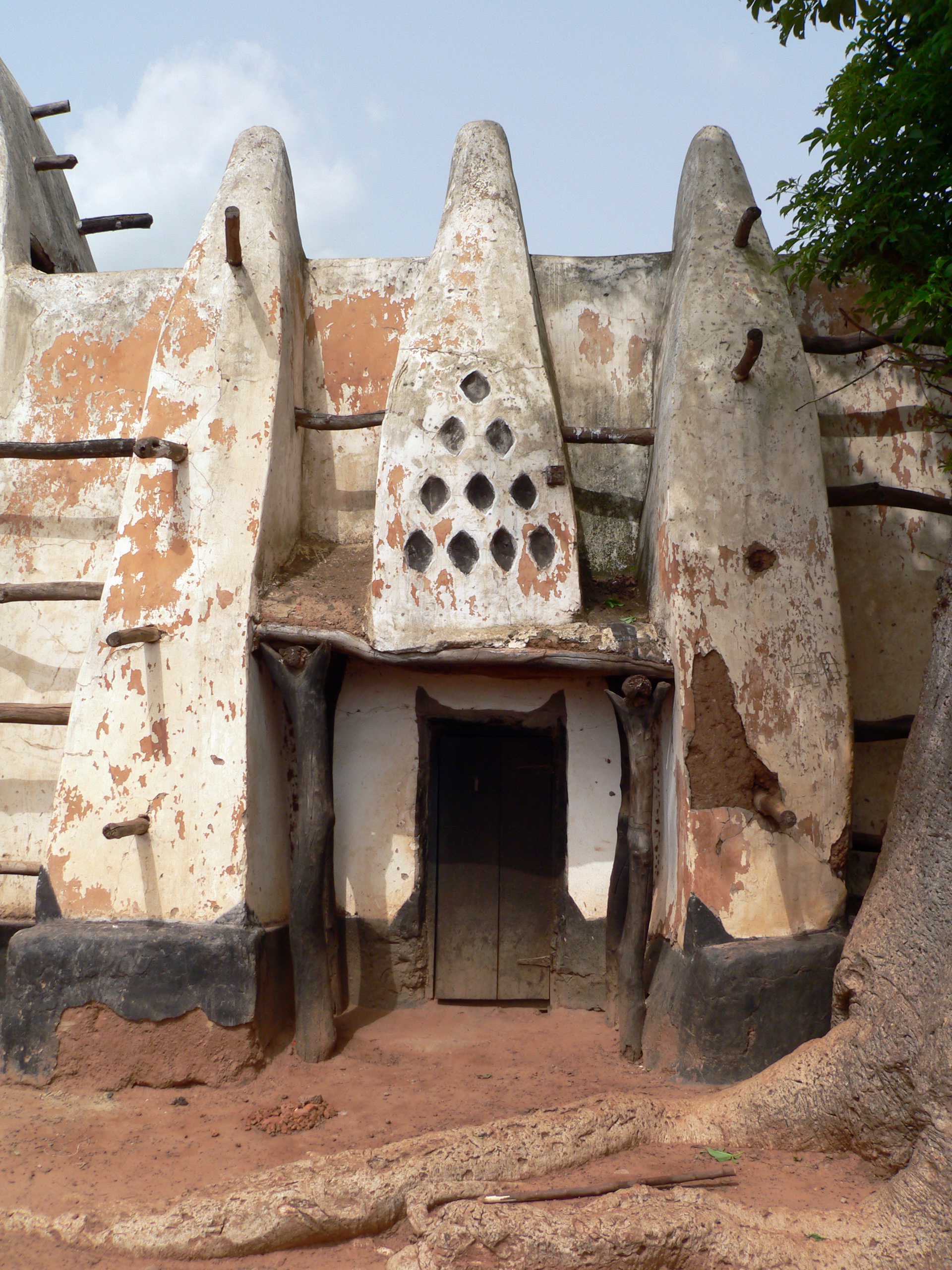
Fraueneingang der Moschee

Die Moschee ist in traditioneller Bauweise als Lehmbau errichtet; der sudanisch-sahelische Stil findet sich auch in Burkina Faso und der Elfenbeinküste. In ganz Ghana gibt es nur acht Moscheen, die in diesem Stil erbaut sind, darunter die Moschee von Nakore. In Larabanga umfasst das Gebäude eine quadratische Grundfläche von etwa 8 × 8 Metern und besitzt zwei pyramidenförmige Türme. Einer steht über der Mihrabwand an der Ostfassade Richtung Mekka. Der andere, in der nordwestlichen Ecke des Gebäudes, dient als Minarett. Zwölf konische Verstrebungen an den Außenwänden sind mit horizontalen Holzbalken verstärkt. Das weiß verputzte Gebäude besitzt vier Eingänge: einen für das Oberhaupt des Dorfes, je einen für Männer und Frauen und einen vierten für den Muezzin. Die Moschee ist ein Wallfahrtsort und gilt als „Mekka Westafrikas“.
Die Moschee ist im Besitz eines alten Koranexemplars, das nach lokaler Überlieferung um 1650 dem damals amtierenden Imam zur Erhörung seiner Gebete vom Himmel herabgesandt worden sei.

## Geschichte
Nach einer Legende hatte ein vorbeiziehender islamischer Händler namens Ayuba im Jahre 1421 einen Traum, in dem ihm aufgetragen wurde, neben einem „mystischen Stein“ eine Moschee zu bauen. Als er aufwachte, bemerkte er, dass die Fundamente schon vorhanden waren, sodass er den Bau errichten konnte. Der Baumeister soll Anordnungen hinterlassen haben, neben der Moschee begraben zu werden, und der Baobab, der auf seinem Grab wachsen würde, sollte für kommende Generationen erhalten bleiben. Der heute noch bestehende Affenbrotbaum neben der Moschee soll an der Stelle von Ayubas Grab stehen, seine Blätter und Äste werden offenbar von den Dorfbewohnern zur Behandlung von Kranken verwendet.
Das Gebäude ist Wind und Wetter ausgesetzt und musste in den vergangenen Jahren mehrmals renoviert und restauriert werden. Nach einer misslungenen Restauration in den 1970er Jahren, die Fäulnis des Gebäudes und einen Termitenbefall zur Folge hatte, wurden der Mihrab und das Minarett im September 2002 durch einen schweren Sturm zerstört, worauf die Moschee auf die Liste von World Monuments Watch gesetzt und von den Ortsbewohnern mit internationaler Finanzhilfe fachgerecht instand gesetzt wurde.